# Rapport (曲)
「Rapport」（ラポール）は、日本のシンガーソングライター・キタニタツヤの楽曲。デジタル配信限定シングルとして2021年11月23日にMASTERSIX FOUNDATIONから各音楽配信サービスにてリリースされた。

## 概要
『週刊少年ジャンプ』で連載された久保帯人の漫画作品『BLEACH』の生誕20周年を記念して開催された原画展「BLEACH EX.」のテーマソングとして書き下ろされた。2021年8月9日に公開された「BLEACH EX.」公式PVでは曲名、アーティスト名が伏せられた状態でインスト音源が使用されていたが、10月18日にキタニタツヤが「BLEACH EX.」のテーマソングとして本楽曲を書き下ろしたことが発表され、同時にキタニが歌唱する音源を使用した「BLEACH EX.」第2弾PVが公開された。また「BLEACH EX.」会場内でも本楽曲を使用したPV映像が上映された。
11月23日にミュージックビデオがYouTubeにて公開された。監督はYOSHIHITO KATO。
2022年10月10日に放送されたTVアニメ『BLEACH 千年血戦篇』の第1話にて、スペシャルエンディングテーマとして起用された。

## 収録曲
| #         | タイトル    | 作詞・作曲・編曲 | 時間 |
| --------- | ----------- | ---------------- | ---- |
| 1.        | 「Rapport」 | キタニタツヤ     | 3:37 |
| 合計時間: | 合計時間:   | 合計時間:        | 3:37 |

## クレジット
- Words & Music & Arrangement：キタニタツヤ
- Drums：Matt
- All Other Instruments：キタニタツヤ
- Mix：照内紀雄
- Mastering：John Greenham